# チューリッヒ保険
チューリッヒ・インシュアランス・グループ（英: Zurich Insurance Group Ltd.）は、スイスに本社を置く世界有数の保険グループである。スイス証券取引所上場企業（SIX: ZURN）。1986年に損害保険事業免許を取得し日本支店を開設、1987年に営業を開始した。

## グループ概要
1872年に、スイスのチューリッヒを拠点として、Versicherungs-Vereinの名称で海上再保険事業を中心に設立。1998年9月に、ブリティッシュ・アメリカン・タバコの金融サービス事業と合併。2000年10月に、企業構造を効率化して、持株会社チューリッヒ・ファイナンシャル・サービシズを設立した。
2012年4月、チューリッヒ・ファイナンシャル・サービシズから社名変更を行った。2022年現在、およそ60,000人の従業員を有し、世界200以上の国と地域で保険商品・サービスを展開している。
2022年11月16日に財務目標を引き上げた。

## 日本での展開
チューリッヒ保険会社は、1986年に東京で設立された。
- 国内事業拠点： 東京・大阪・長崎・札幌・富山
- 主要営業品目：自動車保険、火災保険、バイク保険、傷害保険、医療保険など

### 事業内容
（この節の出典：）
- 自動車保険・バイク保険・傷害保険・医療保険をダイレクトマーケティング・システムで提供する「ダイレクト事業本部」
- クレジットカード会社などとの提携による個人保険販売事業を手がける「ホールセール事業本部」

#### 個人向け（ダイレクト事業本部）
ダイレクト事業本部では電話やインターネットを通じて、個人向けに自動車保険、バイク保険、火災保険などを、直接提供するダイレクトビジネスを行っている。2023年、日本航空の旅行保険サービスと提携した。
取扱商品
- スーパー自動車保険、ネット専用自動車保険、スーパーバイク保険、ネット火災保険、旅行保険（日本航空）

カスタマーケアセンター
個人向け自動車保険を中心に取り扱う顧客窓口で、東京と大阪に存在する。テレビCMでコールされる「ハロースイス」を当てはめた電話番号が一般的に知られているが、これが同センターで対応される番号（新規見積もりのためのもの）である。また、当センターでは、継続・契約内容変更の手続きも行っている。

#### 法人向け（ホールセール事業本部）
提携企業の会員に対してダイレクトメールやテレマーケティング、デジタルマーケティングの手法で保険商品を案内するビジネスモデルを展開している。提携企業は、主にクレジットカード会社、銀行、ポイントカード会社、航空会社、旅行代理店など。提携企業からのダイレクトメールでは「フリーケア・プログラム」や「ビッグガード」などの名称で案内している。

### 沿革
（この節の出典：）
- 1986年
  - 日本支店開設（損害保険事業免許取得）
- 1987年
  - 日本支店営業開始

- 1990年
  - 大阪オフィス開設

- 1997年
  - 調布カスタマーケアセンター開設（ダイレクト事業本部営業開始）

- 1998年
  - 「スーパー自動車保険」販売開始

- 1999年
  - インターネットによる見積り・契約締結サービス開始

- 2005年
  - 「スーパーバイク保険」販売開始

- 2012年
  - 東京本社オフィスを中野へ移転

- 2015年
  - 長崎オフィス開設

- 2017年
  - 富山オフィス開設
  - 東京本社オフィスを東中野へ移転

- 2018年
  - 長崎オフィスを出島町へ移転
  - ライフサポートジャパン少額短期保険株式会社の株式を100％取得し、チューリッヒ少額短期保険株式会社として事業を開始

- 2022年
  - 「ネット火災保険」販売開始

### 日本国内のグループ会社
- チューリッヒ生命保険株式会社
1996年に、チューリッヒ・インシュランス・グループの生命保険部門として設立。医療保険やがん保険を中心に、競争力のある価格設定と電話による通信販売によって、日本市場の個人保険分野で急成長を遂げている。2013年9月よりインターネットチャネルに参入した。
  - 社名：チューリッヒ生命保険株式会社
  - 所在地：東京都中野区中野4-10-2 中野セントラルパークサウス
  - 代表取締役社長：太田 健自

関連会社
- チューリッヒ少額短期保険株式会社（Zurich Small and Short Term Insurance Ltd）

## 社会との関わり

### 日本におけるメディア広告
日本全国の地上波テレビ局やラジオ局、BSデジタル放送、CSテレビのチャンネルにてスポットCMを放送（主に自動車保険関連）。「あなた専用自動車保険」篇と「新・お客様とオペレーター」篇の2種類を放映。
テレビCM「あなた専用自動車保険」
- 俳優・歌手の石丸幹二 がナビゲーター役を務める。
- 「スーパー自動車保険」を紹介

テレビCM「新・お客様とオペレーター」篇
- 通販型への乗換えを検討している顧客と、カスタマーケアセンターのケアスタッフのお見積り時のやりとりをテレビCMで再現。
- ケアスタッフ役として松木里菜が出演

### 日本の第三者機関による評価
（この節の出典：）
- 2020年
  - IT協会 カスタマーサポート表彰制度
  - HDI-Japan問合せ窓口（電話対応）格付け HDI-Japan Webサポート（ウェブサイト）格付け 最高評価の三つ星を獲得
  - IT協会 カスタマーサポート表彰制度 「特別賞（人財育成賞）」および「新型コロナウイルス感染症対策特別賞」受賞
  - 総務省主催「テレワーク先駆者百選 総務大臣賞」受賞
- 2021年
  - HDI-Japan Webサポート（ウェブサイト）格付け HDI-Japan 対応記録 クオリティ格付け 最高評価の三つ星を獲得
- 2022年
  - HDI-Japan問合せ窓口（電話対応）格付け HDI-Japan Webサポート（ウェブサイト）格付け HDI-Japan クオリティ格付け（センター評価） 最高評価の三つ星を獲得

### 行政処分
- 2005年（平成17年）の金融庁による損害保険会社26社に対する業務改善命令の処分社のうちの一つ[12]。

### その他
2022年、ロシアのウクライナ侵攻に関連して、ソーシャルメディア上での「Z」を用いたロゴの使用中止をグループ会社に指示した。